# جزيرة باتي

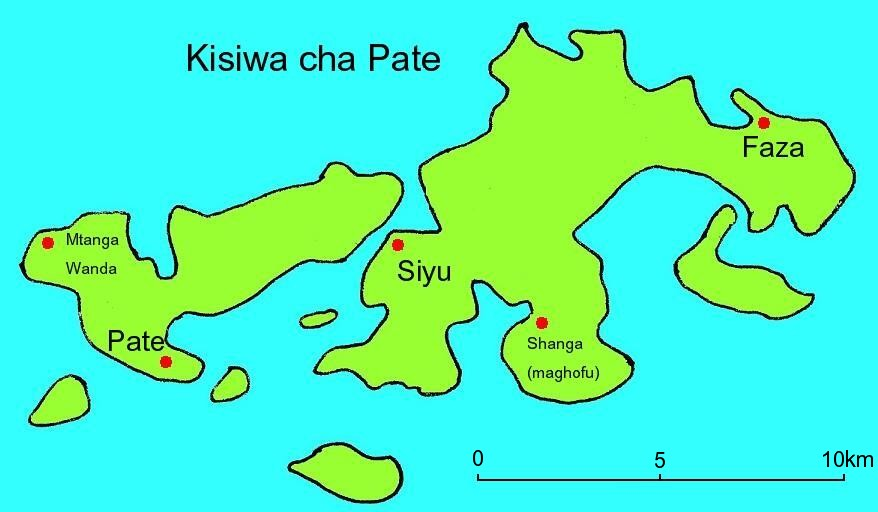
خريطة جزيرة باتي وأهمّ المُدن القائمة فيها حالياً.

جزيرة باتي (باللغة السواحليّة: Paté) هي جزيرة تقعُ في المحيط الهندي قُبَالة سواحل دولة كينيا الأفريقية، وهي تُعتبر أكبر جزيرة في أرخبيل لامو التابع إدارياً وتنظيمياً للمحافظة الساحليّة. الجزيرة مُحاطةٌ من جميع الجهات تقريباً بأشجار المانغروف. يعودُ تاريخ جزيرة باتي إلى القرن السابع الميلادي، عندما استوطَنَ فيها بعضُ السُكَّان العرب المُهَاجرين من شبه الجزيرة العربية، ومُنذ ذلك الحين، أصبحت مركزاً لدُويلاتٍ عُمَانيّة عدَّة قامت مُنذ القرن الثالث عشر إلى الثامن عشر. كانت هذه الجزيرةُ جزءاً مُهماً من الحركة التجارية والثقافية التي سادَت في السواحليّ بشرق أفريقيا مُنذ العُصور الوسطى وحتى نهاية القرن التاسع عشر، حيثُ ازدهرت هذه المناطق كثيراً في تلك الحقبة بفضلِ النشاط التجاريّ الواسعِ بينها وبينَ الدول الإسلامية والآسيوية المُجاورة.